# Арханђел Задкил
Архангел Задкил (хебр. צדקיאל) познат и као анђео слободе и милосрђа. Не помиње су у канонских текстовима Светог писма.
У јеврејским рабинским списима Задкил припада анђелском реду „власти“, а према неким изворима, он им је глава. Јеврејски текстови говоре да је Задкил библијски анђео који је спречио Аврама да жртвује свога сина Исака.
У јеврејском мистицизму Задкил је везан за планету Јупитер.